# Saint-Laurent-du-Bois
Saint-Laurent-du-Bois é uma comuna francesa na região administrativa da Nova Aquitânia, no departamento da Gironda. Estende-se por uma área de 7,45 km². Em 2010 a comuna tinha 252 habitantes (densidade: 33,8 hab./km²).